# Immediate Records
Immediate Records est un label indépendant britannique, anciennement basé à Londres, en Angleterre, actif entre 1965 et 1970. Il est fondé par Tony Calder et Andrew Loog Oldham, manager du groupe rock britannique The Rolling Stones.

## Histoire
Alors âgé d'une vingtaine d'années, Oldham signe des artistes émergents et s'entoure de jeunes collaborateurs. Il recrute notamment Jimmy Page, qui était alors musicien de studio, en tant qu'A&R et producteur, et Eric Woolfson, futur membre du groupe The Alan Parsons Project, en tant que musicien de session et compositeur.
Le label connaît le succès grâce notamment aux Small Faces de Steve Marriott et Ronnie Lane et à Chris Farlowe, dont le simple Ouf of Time se classe en tête des ventes de singles au Royaume-Uni durant l'été 1966. Cette chanson fait aussi partie de l'album The Art of Chris Farlowe sur lequel on retrouve Albert Lee, Carl Palmer et Mick Jagger qui produisit l'opus qui parut aussi sur Immediate Records en 1966. C'est aussi l'occasion pour Oldham de produire de nouveaux artistes avec des compositions signées par la paire Jagger/Richards, comme Jimmy Tarbuck, Charles Dickens ou Twice as Much. D'autres vedettes, telles que The Nice, Fleetwood Mac, Savoy Brown, John Mayall, Rod Stewart et Humble Pie entre autres, enregistrent pour Immediate. Le label fait néanmoins faillite en 1970 après avoir accumulé plus d'un million de livres sterling de dettes,.
En 2008, un livre complet sur Immediate Records, écrit par Simon Spence, qui a écrit les deux autobiographies d'Andrew Loog Oldham, est publié au Royaume-Uni et aux États-Unis par Black Dog dans le cadre de leur série Labels Unlimited. Une deuxième version, modifiée, est publiée depuis. En 2016, une discographie complète avec un bref historique de l'organisation, The Immediate Discography : The First 20 Years par l'historien de la musique enregistrée Mark Jones, est publié avec la contribution de Barry Green, le conservateur des archives officielles d'Immediate. Ce livre remporte l'Association for Recorded Sound Collections, Best Research in Recorded Rock Music, Best Discography Award, 2017.
Désormais, Sanctuary Records, propriété de BMG Rights Management, contrôle le catalogue d'Immediate Records au Royaume-Uni. En dehors du Royaume-Uni, Charly Records contrôle le catalogue Immediate. Charly est propriétaire de la marque Immediate Records.

## Groupes et artistes
Musiciens ayant enregistré pour Immediate, liste non exhaustive :
- Amen Corner
- P. P. Arnold
- Duncan Browne
- Chris Farlowe
- Fleetwood Mac
- Humble Pie
- The Nice
- The McCoys
- Small Faces
- Rod Stewart
- Savoy Brown
- John Mayall
- Paul Korda
- Billy Nicholls
- The Groundhogs
- The Poets
- Del Shannon